# Peter Hartz
Pour les articles homonymes, voir Hartz.
Peter Hartz, né le 9 août 1941 à Saint-Ingbert, est un dirigeant industriel allemand. Il est à l'origine des réformes Hartz qui ont remanié le marché du travail allemand pendant les années 2000.

## Biographie

### Enfance et carrière dans l'industrie
Fils d'un métallurgiste de la Sarre, il commence à travailler dès l'âge de 14 ans et grimpe plusieurs échelons dans l'industrie métallurgique avant de devenir directeur du personnel du constructeur automobile Volkswagen.

### Politique
Membre du SPD depuis ses 23 ans, il est chargé en 2002 par le chancelier social-démocrate Gerhard Schröder de diriger une commission pour réformer le marché du travail allemand alors en manque de compétitivité et sinistré par le chômage. Baptisé « Agenda 2010 », les quatre réformes Hartz ont profondément modifié l'État-providence allemand.
Il se consacre depuis plusieurs années à la fondation qu'il a lui-même créée en Sarre pour lutter contre le chômage et promeut aujourd'hui la mise en place d'initiatives européennes pour résorber le chômage des jeunes au niveau communautaire. Le programme "Europatriates", propose en effet de résorber le chômage des moins de 25 ans en développant la formation, le marché des services et une mobilité accrue des jeunes entre les États membres.
Il est peu apprécié en Allemagne en raison des affaires de corruption auxquels son nom reste associé. Le Figaro relève également que « le nom de Peter Hartz est ainsi pour beaucoup d'Allemands également associé à la précarisation du marché de l'emploi et à la trappe à pauvreté ». Il intervient toutefois en France où il est régulièrement invité par le MEDEF. François Hollande, qui l’a également reçu, aurait envisagé de le prendre parmi ses conseillers.

## Affaire de corruption
Hartz a démissionné le 10 juillet 2005 à la suite d'une affaire de corruption.
Le 7 octobre 2005, le ministère public de Brunswick (Braunschweig) déclare instruire une procédure d'enquête contre Peter Hartz pour soupçons de détournement de fonds. Le 9 octobre 2006, il doit reconnaître avoir favorisé Klaus Volkert, l'ancien président du comité d'entreprise, entre 1994 et 2005, à l'aide d'un bonus annuel « spécial » de 200 000 €. De plus, il aurait procuré un revenu supplémentaire total de 399 000 € à Adriana Barros, la maîtresse brésilienne de Klaus Volkert. Le 15 novembre 2006, une instruction fut ouverte contre Peter Hartz pour détournement de fonds dans 44 cas. Le 17 janvier 2007, il a reconnu les faits lors des deux jours de débats publics devant le tribunal . Le tribunal de grande instance de Brunswick prononce, le 25 janvier 2007, une peine de deux ans de prison avec sursis, et une amende de 576 000 euros. Grâce aux aveux complets de Peter Hartz, la peine a été réduite, et les interrogatoires d'une série de témoins ont pu être évités. La clôture très rapide du procès a induit des commentaires critiques dans la presse allemande,.

## Œuvres
- (de) Jeder Arbeitsplatz hat ein Gesicht. Campus-Verlag, Frankfurt/Main 1994,  (ISBN 3-89843-071-5)
- (de) Das atmende Unternehmen. Campus-Verlag, Frankfurt/Main 1996,  (ISBN 3-593-35542-6)
- (de) Job-Revolution. Frankfurter Allgemeine Buch, Frankfurt/Main 2001,  (ISBN 3-593-35110-2)
- Avec H. G. Petzold, Wege aus der Arbeitslosigkeit, Springer VS, 2014.